# جزن (نطنز)
جزن روستایی است از توابع بخش مرکزی شهرستان نطنز در استان اصفهان است. این روستا در فاصله تقریبی ۸ کیلومتری شهر نطنز و در حاشیه آزادراه کاشان-نطنز-اصفهان قرار دارد. این دهستان یک کوه به نام چلوک دارد

## جمعیت
این روستا در دهستان کرکس قرار داشته و براساس سرشماری سال ۱۳۹۵ جمعیت آن ۷۹ نفر (۴۲ خانوار) بوده‌است.

## جای‌ها
آب این روستا از شش رشته قنات تأمین می‌شود. در جزن قلعه‌ای است، که قدمت آن را بیش از ۶۰۰ سال می‌دانند.